# Alchemilla czywczynensis
Alchemilla czywczynensis är en rosväxtart som beskrevs av Pawl.. Alchemilla czywczynensis ingår i släktet daggkåpor, och familjen rosväxter. Inga underarter finns listade i Catalogue of Life.